# Operazione Cerberus
Operazione Cerberus era il nome in codice di un'operazione militare condotta dalla Kriegsmarine durante la seconda guerra mondiale, tra l'11 e il 13 febbraio 1942: una squadra navale tedesca composta dalle navi da battaglia Scharnhorst e Gneisenau e dall'incrociatore pesante Prinz Eugen, salpata dal porto francese di Brest, attraversò da ovest a est il canale della Manica, forzando il blocco britannico e rientrando, senza perdite, nei porti della Germania settentrionale.

## Antefatti
Fin dalla loro occupazione condotta al termine della campagna di Francia, i porti francesi sull'Atlantico erano serviti da base per le navi della Kriegsmarine, impegnate nella caccia al traffico mercantile diretto in Gran Bretagna; il porto di Brest, in particolare, era diventato la base per le principali unità di superficie tedesche schierate nel settore: le navi da battaglia Scharnhorst, Gneisenau e l'incrociatore pesante Prinz Eugen. Per questa ragione, quindi, il porto di Brest venne sottoposto a numerosi bombardamenti aerei a opera della RAF per tutto il 1941; anche se le navi tedesche non subirono danni di rilievo, la città e il porto riportarono gravi distruzioni.
Il 13 novembre 1941, nel corso di una riunione con gli alti vertici della marina, Adolf Hitler chiese al comandante della Kriegsmarine, Großadmiral Erich Raeder, di predisporre il ritiro da Brest delle maggiori unità da combattimento di superficie onde sottrarle ai bombardamenti aerei britannici e inviarle nelle acque della Norvegia, dove avrebbero potuto impedire un eventuale piano di invasione architettato dagli Alleati nonché condurre attacchi contro i "convogli artici" diretti in Unione Sovietica; il Führer ordinò espressamente che le navi tedesche rientrassero in patria per la via più breve, ossia attraversando da ovest a est il canale della Manica. Raeder protestò, in quanto il canale era costantemente pattugliato dai britannici e le sue acque erano ampiamente minate, ma Hitler fu irremovibile: il 12 gennaio 1942, nel corso di una riunione nella "Tana del Lupo" di Rastenburg tra Hitler e i massimi comandi militari, il piano fu definitivamente approvato dopo che la Luftwaffe ebbe assicurato un pieno e massiccio supporto all'operazione.
Per il buon andamento della missione era necessaria l'assoluta segretezza: solo un ristretto numero di ufficiali fu messo al corrente del piano, mentre una mezza dozzina di nomi in codice vennero inventati per coprire quello vero, "Operazione Cerberus". Il piano era molto audace: la squadra tedesca sarebbe salpata di notte, onde percorrere il tratto più lungo possibile con il favore delle tenebre; la parte più difficile del viaggio, l'attraversamento dello stretto di Dover, sarebbe invece avvenuto di giorno, per permettere agli addetti alla contraerea di avere la massima visibilità e di poter così respingere i prevedibili attacchi aerei che i britannici avrebbero subito lanciato. Per garantire protezione alle navi da battaglia, negli aeroporti della Francia settentrionale vennero ammassati più di 400 aerei tedeschi, tra cui quasi 250 caccia Messerschmitt Bf 109 e Focke-Wulf Fw 190 sotto il comando del generale Adolf Galland; sei cacciatorpediniere, cinque torpediniere e numerose motosiluranti avrebbero fornito protezione ravvicinata. Infine una formazione di dragamine e pattugliatori, scortata da nove torpediniere, avrebbe preceduto di due ore la formazione per bonificare il tratto di mare tra Le Havre e la foce della Somme e aprire un passaggio sicuro.
Al comando della squadra fu posto un esperto ufficiale della Kriegsmarine, il viceammiraglio Otto Ciliax, che scelse la Scharnhorst come sua nave ammiraglia. La data stabilita per l'inizio dell'operazione era l'11 febbraio 1942, onde poter sfruttare il novilunio e le correnti favorevoli che avrebbero permesso di aumentare la velocità delle navi.

## L'operazione
Alle 21:28 dell'11 febbraio 1942 la squadra tedesca salpò da Brest alla volta della Germania; la squadra procedette in linea di fila, con la Scharnhorst in testa seguita dalla Gneisenau e dal Prinz Eugen, mentre i cacciatorpediniere e le motosiluranti si disponevano a protezione sul fianco settentrionale. Come previsto la notte era molto scura, con strati di nebbia irregolare che salivano dal mare; nonostante il mare mosso, le navi procedettero alla velocità sostenuta di 27 nodi. I britannici non si accorsero che le navi erano salpate: il porto di Brest era stato chiuso ai civili per tutto il pomeriggio e ciò impedì che gli agenti britannici e i membri della Resistenza francese potessero accorgersi dell'avvio dell'operazione. Le stazioni radar tedesche posizionate sulla costa disturbarono per tutta la durata dell'operazione i loro equivalenti britannici posti sulla costa meridionale dell'Inghilterra, impedendo loro di individuare con chiarezza le navi di Ciliax. Il disturbo fu applicato con modalità molto ingegnose: con ampio anticipo sull'inizio dell'operazione, i tedeschi iniziarono a trasmettere sulla frequenza del radar inglese a onde corte un segnale che imitava un fenomeno naturale di disturbo, ogni giorno per un tempo più lungo, fino ad arrivare al totale oscuramento della frequenza.
All'alba del 12 febbraio 1942 le navi tedesche si trovavano già a metà del percorso; come previsto, le condizioni meteo ostacolavano le operazioni aeree, con foschia e nuvole basse. Fu solo nella tarda mattinata che i britannici si accorsero che le navi tedesche erano in mare: alle 10:42 due caccia Supermarine Spitfire, impegnati a inseguire alcuni caccia tedeschi, avvistarono quasi per caso le navi di Ciliax al largo di Le Touquet; poco dopo, altri due aerei britannici in perlustrazione avvistarono le navi tedesche e diedero l'allarme. Nonostante i britannici avessero preparato un piano operativo nel caso una simile circostanza si fosse verificata, la loro reazione fu tardiva e frammentaria: solo alle 13:34 fu possibile far alzare in volo i primi stormi di bombardieri, il cui attacco fu comunque ritardato dalle pessime condizioni meteorologiche.
La prima reazione britannica si ebbe solo verso mezzogiorno: quando le navi tedesche si trovarono a transitare per lo stretto di Dover, le batterie costiere schierate intorno a Dover aprirono il fuoco, sparando una trentina di proiettili di grosso calibro ma non centrando nessuna nave a causa dei banchi di nebbia e della copertura radar insufficiente. Poco dopo, mentre la squadra stava transitando nel braccio di mare tra Ostenda e l'angolo sudorientale dell'Inghilterra, i tedeschi furono attaccati da alcune motosiluranti britanniche: il fuoco nemico impedì loro di avvicinarsi troppo e, nonostante il lancio di numerosi siluri, nessuna nave tedesca fu colpita. Alle 12:45, sei aerosiluranti Fairey Swordfish si avvicinarono per tentare di colpire le navi tedesche: nonostante la protezione fornita loro da dieci Spitfire, i lenti Swordfish furono tutti abbattuti dai caccia tedeschi che proteggevano le navi di Ciliax, senza riuscire a mettere a segno alcun colpo.
Alle 14:30, mentre la squadra tedesca transitava davanti alla foce della Schelda, la Scharnhorst urtò una mina riportando danni allo scafo e alle eliche. La nave fu costretta a procedere a velocità ridotta e a staccarsi dal resto della squadra; Ciliax lasciò la nave e si trasferì sul cacciatorpediniere Z29. I britannici proseguirono gli attacchi aerei impiegando i bombardieri leggeri Bristol Beaufort e medi Lockheed Hudson, ma le condizioni atmosferiche, i caccia tedeschi e il fuoco della contraerea impedirono loro di arrecare danni gravi alle navi tedesche; solamente il pattugliatore V1302 fu affondato, il cacciatorpediniere Z29 e le torpediniere Jaguar e T13 furono leggermente danneggiate, al prezzo di numerosi altri aerei abbattuti. Le uniche navi britanniche presenti nella Manica e pronte per un'azione immediata erano sei vecchi cacciatorpediniere al comando del viceammiraglio Bertram Ramsay; nonostante la loro netta inferiorità, vennero subito inviati a intercettare la squadra tedesca. Alle 15:17 il cacciatorpediniere di testa, l'HMS Campbell, avvistò le navi tedesche che procedevano affiancate: tre cacciatorpediniere si lanciarono verso la Gneisenau e altri tre verso il Prinz Eugen. Le navi britanniche furono accolte da un intenso fuoco proveniente dalle batterie secondarie delle navi principali; quella della Gneisenau colpì per tre volte il cacciatorpediniere HMS Worcester, distruggendo la sala macchine e riducendolo a un rottame galleggiante, poi rimorchiato in porto da una nave di salvataggio. Gli altri cacciatorpediniere si dileguarono tra i banchi di nebbia, senza essere riusciti a recare danno alle navi tedesche.
I bombardieri britannici continuarono ad attaccare le navi tedesche per tutto il pomeriggio, ma senza risultati apprezzabili. Alle 19:55, quando il sole stava ormai tramontando, la Gneisenau urtò una mina al largo delle isole Frisone: la nave fu costretta a procedere a velocità ridotta, ma i danni furono lievi; poco dopo, lo Scharnhorst, che procedeva separato dal resto della squadra, urtò una seconda mina: dopo tre ore di lavoro i tecnici poterono rimettere in sesto la nave, che proseguì alla velocità di 12 nodi verso la Germania.

## Epilogo
Alle 8:35 del 13 febbraio 1942 il Prinz Eugen, che aveva perso il contatto con le altre unità della squadra, giunse alla sua meta finale: il porto di Brunsbüttel, alla foce dell'Elba; poco dopo giunse anche la Gneisenau. La Scharnhorst, procedendo lentamente, giunse nel porto di Wilhelmshaven in tarda mattinata, venendo subito messa in bacino per le necessarie riparazioni.
L'operazione si concluse per i tedeschi con un successo: sfuggendo al blocco britannico, tutte le navi tedesche erano riuscite a ritornare in patria. I danni riportati costrinsero però la Gneisenau a rimanere in porto per diversi mesi, mentre la Scharnhorst poté riprendere il mare solo nel gennaio 1943.